# Alain Platel
Alain Platel (Gand, 9 aprile 1959) è un coreografo belga.
Ha fondato il collettivo Les ballets C de la B.

## Biografia
Comincia la sua formazione a 11 anni studiando mimo alla scuola di Marcel Hoste e più tardi si iscrive a una scuola di danza classica. Nel 1980 comincia a mettere in scena le proprie creazioni che immediatamente si caratterizzano come un melange di diverse tradizioni, dal teatro alla danza, dalla musica alle arti circensi.
Nel 1984 fonda a Gand la Compagnia Les Ballets C de la B (che sta per Les ballets Contemporaines de la Belgique) una compagnia di danza contemporanea di fama internazionale che, più che una compagnia, si configura subito come un collettivo di coreografi, di cui fanno parte anche Sidi Larbi Cherkaoui, tra gli altri.
Nelle sue opere c'è grande attenzione per alcuni aspetti formali: la tridimensionalità della scena, che si caratterizza spesso con grandi strutture che si sviluppano per tutta l'ampiezza del palco, fino al soffitto; la presenza di musica dal vivo; la multidisciplinarità ed eterogeneità dei performer coinvolti nei suoi lavori.

## Premio Europa per il Teatro
Nel 2001 riceve il Premio Europa Realtà Teatrali, a Taormina, con la seguente motivazione:
Quello di Alain Platel è un percorso artistico, non un mestiere né una professione. Si tratta di una personalità originale, realmente unica nell’ambito della danza e del teatro. È il suo lavoro d’educatore sociale che lo ha portato ad essere così attento alla realtà umana del suo ambiente di provenienza: la regione di Gand, le Fiandre belghe. Egli ha saputo rendere conto, senza artificiosità o affettazione, di ogni inquietudine, contraddizione, disperazione, sogno e slancio di un’adolescenza affascinante e tragica che egli ben comprende per empatia. I suoi spettacoli da “Bonjour Madame…” a “Tous des Indiens” hanno conosciuto una vasta diffusione in tutta Europa, nonostante siano (o proprio perché lo sono), completamente radicati nelle vicende della banlieue fiamminga. Questa è la prova che, fondendo in tutta libertà teatro, musica e danza in quei ritratti di famiglia così ben dipinti, Alain Platel è riuscito a rivelare l’universalità dell’animo umano.

## Coreografie
- 1984: Stabat Mater
- 1993: Bonjour Madame, comment allez-vous aujourd'hui, il fait beau, il va sans doute pleuvoir, et cetera
- 1995: Moeder en kind
- 1995: La tristeza complice
- 1996: Bernadetje
- 1998: Iets op Bach
- 1999: Tous des indiens avec Arne Sierens
- 2004: Wolf
- 2006: VSPRS
- 2008: Pitié!
- 2010: Out of Context - for Pina
- 2012: C(H)OREUS